# Josep Maria Graells i Forcada
Josep Maria Graells i Forcada (Albesa, Noguera, 3 de juliol de 1941) és un polític català.

## Biografia
El 1963 es graduà com a enginyer tècnic agrícola per l'Escola d'Enginyers Tècnics Agrícoles de Barcelona. També és un artesà autodidacta en la tècnica dels vitralls emplomats. Aprovà les oposicions al Servei nacional de concentració parcel·laria a l'IRYDA i treballà a Guadalajara i Segòvia (1963-1966), Girona (1966-1972) i Lleida (1972-1980). De 1980 a 1982 fou destinat a Brasil per fer transformacions de secà amb rec a l'estat de Paraíba.
El 1977 s'afilià a Convergència Democràtica de Catalunya (CDC). A les eleccions municipals de 1979 fou elegit regidor d'Albesa, i a les eleccions municipals espanyoles de 1991 en fou escollit alcalde.
Fou cap de serveis territorials d'Agricultura, Ramaderia i Pesca el 1982-1984 i vicepresident del consell assessor d'Agricultura, Ramaderia i Boscos. Fou elegit diputat per la circumscripció de Lleida a les eleccions al Parlament de Catalunya de 1984 i 1988 per Convergència i Unió. Actualment és membre de la junta directora de l'Associació d'Antics Diputats del Parlament de Catalunya.